# Сітія (аеропорт)
Цивільний аеропорт Сітія (грец. Δημοτικός Αερολιμένας Σητείας) (IATA: JSH, ICAO: LGST) — аеропорт, що обслуговує місто Сітія на острові Крит, Греція (ІАТА: JSH, ІКАО: LGST). Перший рейс було прийнято 7 червня 1984, аеропорт офіційно було відкрито 9 червня 1984. Будівництво обслуговуючих об'єктів було завершено в травні 1993. Реконструкція і розширення злітно-посадкової смуги було завершено в травні 2003.

## Авіакомпанії та напрямки на листопад 2017
| Авіакомпанія    | Пункт призначення                                               |
| --------------- | --------------------------------------------------------------- |
| Condor Airlines | Сезонний: Дюссельдорф, Франкфурт, Мюнхен (все з 20 травня 2018) |
| Olympic Air     | Афіни                                                           |
| Sky Express     | Александруполіс, Іракліон Превеза Родос                         |